# Mustang (microcotxe)
El Mustang fou un prototipus de microcotxe construït a Barcelona el 1959 per Enric López Patau, amo d'un petit taller al carrer de Canalejas, al barri de Sants. Es tractava d'un model tipus roadster de dues places amb motor anterior i tracció posterior, amb xassís de plataforma i dues estructures tubulars. Després de nombroses gestions, López va aconseguir un permís per a «construir xassissos de vehicles i muntatge de vehicles de quatre rodes» el 8 de novembre de 1961. Els seus treballs van continuar durant els tres anys següents, però mai no va arribar a materialitzar-ne la construcció en sèrie.